# Toodjilhbii'-kiiyaahaang
Toodjilhbii'-kiiyaahaang, banda Kato Indijanaca iz sjeverozapadne Kalifornije u dolini Cahto Valley. Zovu se i Cahto Valley Band, a ovu dolinu nazivaju Toodjilhbii' (water-wet-in it), što je i ime njihovog sela. Selo Kai-kontaah bilo je zimski kamp. 

## Vanjske poveznice
- Cahto Band Names